# زين الدين الرفاعي
 زين الدين بن زين العابدين الرفاعي البغدادي من اعلام التصوف الإسلامي في العصر العثماني الأخير ومن كبار القضاة في الدولة العثمانية حيث كان قاضي القضاء العسكري في الجيش العثماني.

## نشأته وحياته
لا تعرف سنة ولادته ولكنه ولد بأسطنبول، وسماه والده زين الدين وكنّاه أبا رابعة.
تربى بحجر الدلال، ورضع ثدي التقوى والكمال، وسُقيَ بماء المكرمات حتى بلغ ستة أعوام، قرأ القرآن وحفظة بثلاثة أشهر، وفي السنة السابعة أتقن التجويد والقرآن بأصولهما، وقرأ الغاية والتقريب في الفقة الشافعي، قرأ علم العربية والفقه على مذهب الإمام أبي حنيفة النعمان، وأكثر من قراءة علوم الأدب واللغة والحديث والتفسير وأصولهما، وتبحر في علوم البلاغة والتأريخ والنسب والتصوف، ومال إلى دراسة التصوف برغبة وفرحة، فحل بدقيق تصرفه غوامض معانيه وأوضح مضمرات خوافيه، وبلغ ما حفظ من منظومات في شتى العلوم وأصناف الأدب ما يزيد عن مائة ألف بيت.
رحل إلى بغداد واجتمع بالعلماء والفضلاء، واشتهر اسمه وعلا نجمه بين علماء بغداد، وتشرّف بنهل العلوم على يد كبار علمائها وحصل على إجازات بعضهم في تدريس العلوم العقلية والنقلية ورجع إلى مسقط رأسه فرحاً مستبشراً بما حصل عليه في بغداد.
أجازه والده بطريقة أسلافهم الأفاضل، وبعد برهة أخذ إجازة الطريقة الرفاعية.
وفي سنه (1732 م ) شرف بغداد بقصد زيارة أجداده الأمجاد آل الرفاعي م، ووصل بغداد فاستأجر بها داراً في محلة الميدان، وأقام بها مدة من الزمن وأخذ البيعة عن قطب زمانه بهاءالدين الرفاعي، وتعرف على الرفاعية وغيرهم من مشايخ الطرق، وجالس العلماء الأفاضل واستقى منهم العلم، وبعد ذلك سافر إلى حلب ونشر فيها أعلام الطريقة الرفاعية، وقام بتأليف الكتب المعتبرة والرسائل الغراء التي أوضح بها أسرار الشريعة المطهرة والطريقة الرفاعية المعتبرة، وبقي مقيماً في حلب حتى ارتحل منها إلى أسطنبول عاصمة الخلافة الإسلامية سنه ( 1739م ) وأقام بها، بعد أن بلغ مسامع السلطان صلاحه وتقواه وعلمه. فأخذ بمجالسة الخليفة السلطان أحمد الثالث، ويبدى له النصح والإرشاد ويحثه للعمل على الاهتمام بمصالح رعيته من المسلمين وغيرهم. أدرك الخليفة حسن سريرة الشيخ زين الدين وفضله، قلده مشيخة المشايخ في دار الخلافة، وألحقه رتبة قضاء العسكر التي هي منتهى المراتب العلمية، وقلده وسام الحكومة التركية، الذي يعتبر أعلى وسام في الدولة آنذاك. وبعدها رجع إلى بغداد وبقى فيها مدة ومن ثم اثر العزلة والتعبد فرحل إلى بلدرو، وهناك اعتكف على العبادة إلى ان توفي.
كان لا يبخل بجاهه عند الخليفة والحكومة، لا يرد من قصده وورده ويقضى حوائج من كانت له حاجة ما استطاع إلى ذلك سبيلاً، وكانت داره كخلية النحل تعج بالزائرين وأرباب الحوائج لدى الحكومة والولاة.
يصرف المال بسخاء لإكرام ضيوفه وزواره، ويمنح الهدايا المالية للذين يستحقونها من المسلمين، وبهذا نال شرف التقدير والاحترام عند المسلمين جميعاً قاصيهم ودانيهم، وأرضاه وأسكنه فسيح جناته إنه سميع مجيب.
أخذه الطريقة 
بعد أن بلغ حد الفطام، وأصبح أهلا للبيعة، أجازه والده بطريقة أسلافه، وكانت طريقة والده الطريقة الرفاعية المباركة، وبعد هذا البيعة الشريفة، سلك على يد ابن عمه علي ابن خي رالله الصيادي الرفاعي بحلب، وذلك بإشارة من والده، وعند مجيئه إلى بغداد أخذ الطريقة على يد قطب زمانه بهاء الدين الصيادي الرفاعي.

## وفاته
أصيب في آخر أيامه بمرض تركه طريح الفراش لمدة من الزمن حتى توفي سنة 1742 ودفن في زاويته ببلدروز في بعقوبة بالحجرة الملاصقة لمحل الصلاة.